# Самуель Мутуссамі
Самуель Мутуссамі (фр. Samuel Moutoussamy; нар. 12 серпня 1996, Париж) — конголезький футболіст, центральний півзахисник турецького клубу «Сівасспор» та національної збірної ДР Конго.

## Ігрова кар'єра

### Клубна
Самуель Мутуссамі є вихованцем футбольних академій французьких клубів «Ліон» та «Нант». З 2014 по 2016 роки Мутуссамі виступав за дублюючі склади цих клубів. За основний склад «Нанта» півзахисник дебютував у серпні 2017 року.
У жовтні 2020 року Самуель Мутуссамі відбув в оренду у нідерландський клуб «Фортуна» (Сіттард) до кінця сезону. Після повернення з оренди Мутуссамі забронював собі місце в основі. У сезоні 2021/22 разом з «Нантом» став переможцем Кубка Франції.

### Збірна
У жовтні 2019 року у товариському матчі проти команди Алжиру Самуель Мутуссамі дебютував у національній збірній ДР Конго.

## Титули
Нант
 Переможець Кубка Франції: 2021/22

## Особисте життя
Самуель Мутуссамі народився в інтернаціональній родині. Його батько походить з Гваделупи, мати має конголезьке коріння.